# フリードリヒ・ヘッベル

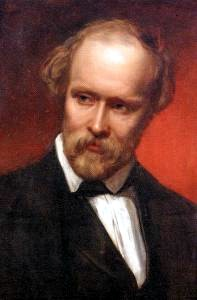
フリードリヒ・ヘッベル

クリスティアン・フリードリヒ・ヘッベル （Christian Friedrich Hebbel、1813年3月18日 - 1863年12月13日）は、ドイツの劇作家・詩人・小説家。

## 生涯
北ドイツ、ホルシュタイン州（当時はデンマーク領 ）のヴェッセルブーレン（Wesselburen）に生まれた。家が貧しかったため独学で教養を身につけ創作を試みた。1835年女性作家アマーリエ・ショッペ（Amalie Schoppe）の伝手でハンブルクにやって来た。彼はある船大工の家に寄寓したが、その船大工の義理の娘エリーゼ・レンズィング（Elise Lensing）は彼を献身的に支えた。エリーゼに支えられて処女作『ユーディット』を完成。その後各地を旅行し、ウィーンで知り合った女優クリスティーネ・エングハウス（Christine Enghaus）と結婚したが、それまで尽くしてくれ、二人の子まで生んだエリーゼを裏切る形となった。劇作家としては『ゲノフェーファ』、『マリア・マグダレーネ』、『ヘロディアスとマリアンネ』、『ギュゲスとその指輪』、『ニーベルンゲン』三部作などを次々と完成し、19世紀ドイツ最大の悲劇作家とされるほか、叙情詩や短編小説、そして日記も評価が高い。生地ヴェッセルブーレンにはヘッベル博物館（Hebbel-Museum）があり、ヘッベル協会の本部（Hebbel-Gesellschaft）が置かれている。

## 日本語訳
- 『ユーディット』

板垣邦器訳、アカギ叢書、赤城正蔵、1914

中島清訳、新潮社、1915年

中島清 訳、泰西戯曲選集、新潮社、1924年

吹田順助、世界名作文庫、春陽堂、1932年

吹田順助 訳、岩波文庫、1951年（『ミケランジェロ』併録）
- 『ミケランジェロ』
- 『ゲノヴェーヴァ』

吹田順助 訳、岩波書店、1924年

吹田順助 訳、世界名作文庫、春陽堂、1933年

吹田順助 訳、岩波文庫、1942年
- 『マリーア・マグダレーナ』

吹田順助 訳、警醒社、1910年

黒田幹一訳、アカギ叢書、赤城正蔵、1915年

吹田順助 訳、世界名作文庫、春陽堂、1932年

鼓常良訳、岩波文庫、1941年
- 『アグネス・ベルナウエル』

吹田順助 訳、岩波文庫、岩波書店、1940年、1950年
- 『ギューゲスと彼の指輪』

吹田順助 編、郁文堂対訳叢書、郁文堂、1913年

吹田順助 訳、岩波文庫、1953年（『紅玉』併録）
- 『紅玉』
- 『我が幼年時代』

佐久間政一郎注訳、郁文堂対訳叢書、郁文堂、1922年

大畑末吉訳、岩波文庫、1942年
- 『ヘローデスとマリアムネ』

上村清延訳、独逸文學叢書、岩波書店、1928年
- 『戯曲 ニーベルンゲン』

関口存男訳、三修社、1994年（『関口存男著作集〈翻訳・創作篇〉』に収録）
香田芳樹訳、岩波文庫、2024年
磯崎康太郎訳、幻戯書房〈ルリユール叢書〉、2025年

### 短篇集
- 『紅玉 ‐ヘッベル短篇集 他六篇‐』

石中象治訳、改造社文庫、改造社、1938年
- 『ヘッベル短篇集』

実吉捷郎訳、岩波文庫、1940年、改版1971年
- 理髪師チッタアライン、アンナ、妙な晩、仕立屋シュレゲル、山番小屋の一夜、マツテオ、牝牛、ルビイ‐童話‐ 収録

## 研究書
- 『内なる声の軌跡：劇作家ヘッベルの青春と成熟』、谷口茂編著、冨山房、1992年

ヘッベルの日記の抄訳に訳者の研究解説